# 汾阳铭义中学
汾阳铭义中学，位于山西省吕梁市汾阳市城内英雄路，是中华人民共和国山西省文物保护单位之一。
铭义中学由美国公理会创办。
2004年6月10日，授予山西省文物保护单位，是一座古建筑。